# Relations entre le Liban et la Roumanie
Les relations entre le Liban et la Roumanie sont les relations extérieures entre le Liban et la Roumanie. Actuellement, le Liban a une ambassade à Bucarest et un consulat à Constanța, tandis que la Roumanie a une ambassade à Beyrouth et un consulat à Tripoli (Liban). Les deux pays ont officiellement établi des relations diplomatiques le 6 janvier 1965.
Le 4 août 2020, une explosion s'est produite à Beyrouth. L'ambassade de Roumanie a été légèrement endommagée par l'événement. Aucun citoyen roumain n'a été touché. Le président roumain Klaus Iohannis a adressé ses condoléances aux victimes et exprimé sa solidarité avec la population libanaise. Le 8 août, deux avions de l'armée de l'air roumaine sont arrivés à Beyrouth. Ils ont transporté environ 8 tonnes de fournitures médicales données aux hôpitaux libanais. L'armée de l'air libanaise a ensuite acheminé les ressources vers leurs destinations. La Roumanie est l'un des pays auxquels le Gouvernement libanais a demandé de l'aide,.